# Kejserdømmet Brasilien
 Der er for få eller ingen kildehenvisninger i denne artikel, hvilket er et problem. Du kan hjælpe ved at angive troværdige kilder til de påstande, som fremføres i artiklen.

Kejserdømmet Brasilien bestod fra 1822 til 1889.
Indtil 1822 var Brasilien en portugisisk koloni, og under Napoleonskrigene drog den portugisiske kongefamilie i eksil i Brasilien. Da kongefamilien i 1821 vendte tilbage til Lissabon, blev kronprins Pedro statholder i Brasilien og gennemførte en række reformer. Den portugisiske nationalforsamling ønskede at rulle reformerne tilbage og Pedro blev kaldt til Lissabon, men han nægtede at komme. 7. september 1822 erklærede Kejserdømmet Brasilien sin selvstændighed med Pedro 1. som kejser. Hans far, João 6., døde i 1826, men Pedro afstod den portugisiske trone til sin datter Maria.
7. april 1831 abdicerede kejser Pedro til fordel for sin femårige søn Pedro. Pedro 2. havde forskellige formyndere frem til 18. juli 1841, hvor han blev kejserkronet.
I Pedro 2.s regeringstid afskaffedes slaveriet i Brasilien og landet blev på mange måder moderne, men den 15. november 1889 blev han afsat ved et militærkup.

## Baggrund
Mod slutningen af 18. århundrede begyndte nationalfølelsen og uafhængighedstrangen at vågne hos de dannede klasser i Brasilien. 1789 opdagedes i Villa Rica i Minas Geraes en sammensværgelse, i spidsen for hvilken der stod flere betydelige digtere af Minas-skolen, som havde grundlagt den brasilianske litteratur. Få år senere, i 1807, erobredes Portugal af franskmændene, og prinsregenten João 6. forlagde residensen til Rio Janeiro, og skønt franskmændene allerede 1808 fordreves af englænderne, blev kongehuset i Brasilien 1815 ophøjedes Brasilien til et kongerige, ligestillet med Portugal. Da kongen 1816 drog til Portugal, efterlod han sin søn, Dom Pedro, som regent i Brasilien. De portugisiske Cortes søgte nu atter at trykke Brasilien ned til stillingen som en afhængig koloni, men mødte her den heftigste modstand hos brasilianerne. Nationalfølelsen i Brasilien fandt støtte hos Dom Pedro, og da folkestemningen ikke længere ville tillade et unionsforhold med Portugal, lod han sig, 1822, udråbe til kejser af Brasilien.

## Pedro 2.
Pedro 1. var kun kejser til 1831, da han nedlagde regeringen til fordel for sin seksårige søn, Pedro 2., som stilledes under formynderskab af José Bonifacio d’Andrade. Grunden hertil var folkets misstemning, navnlig over forløbet af stridighederne angående Uruguay. Allerede 1816 var Uruguay blevet besat af Brasilien og 1821 indlemmet i Brasilien som den cisplatinske provins, men efter et af Argentina støttet oprør sluttedes ved Englands mægling en fred, hvorved både Brasilien og Argentina opgav deres krav på Uruguay, som her efter blev en selvstændig republik. Formynderskabet for Pedro 2. varede til 1840. Denne kejsers regering var fredelig og rig på fremskridt for landet. En enkelt krig førtes med Paraguay (1865-1872), hvor præsident Lopez’ egenmægtige optræden foranledigede Brasilien, Argentina og Uruguay til at slutte en alliance, men hvor dog Brasilien udførte næsten alle krigsforetagenderne. Ved freden fik Brasilien en mindre landudvidelse, men krigen havde mægtig bidraget til at styrke nationalitetsfølelsen. Indadtil fremmedes erhvervene, og indvandringen tog til.
Den vigtigste begivenhed var dog ordningen af slavespørgsmaalet. 1818 udgjorde negerslaverne halvdelen af Brasiliens befolkning. Efter 1845 var imidlertid England begyndt at forfølge alle skibe, som medførte slaver fra Afrika. Selv skibe, som toges på brasiliansk søterritorium, fik deres sag behandlet ved engelske domstole. Brasilianerne følte sig herved sårede i deres nationalstolthed, og de forsøg, der allerede var gjort for at standse slaveindførslen, sygnede hen. Denne steg stadig og beløb sig til sidst til 50-60.000 årligt. 1850 forbød Brasilien al indførsel af slaver og håndhævede loven så kraftigt, at indsmugling af slaver kan regnes for at være fuldstændig ophørt omkring 1856. Det næste skridt var loven af 1872, hvorefter alle børn af slavinder, fødte efter dette år, skulle være fri. 1884 ophævedes slaveriet fuldstændigt i provinserne Amazonas og Ceará, og næste år frigaves alle slaver over 60 år i de andre provinser. Ganske vist skete dette ikke uden modstand fra de store godsejeres side, særlig i provinserne Rio de Janeiro og Minas Geraes, men desuagtet vedtog begge kamre, 1888, næsten enstemmigt, øjeblikkelig at frigive alle slaver uden erstatning til deres ejere. Man regner, at der endnu var 600.000-700.000 slaver i Brasilien. Denne sociale omvæltning havde ingen skadelige følger for landet, da den var sket gradvis. Slaverne blev i reglen som frie arbejdere på godserne. Efter slaveriets ophævelse skete der dog stadig en udvandring af negre fra højlandet mod de hede kystegne. Talrigst var negrene i staterne Rio de Janeiro, Espirito Santo og Bahia.

## Afskaffelsen
Halvandet år efter udbrød et oprør, som endte med, at den almindeligt agtede kejser afsattes og landsforvistes, og republikken indførtes. Det begyndte med et militæroprør mod ministeriet, men udviklede sig i løbet af få timer til en revolution mod kejserdømmet, og føreren for oppositionens landtropper, Deodoro Fonseca, udråbtes til provisorisk præsident. Dom Pedro forlod sit land uden at ville gøre noget forsøg på ved borgerkrig at hævde sin trone. Den dybere årsag til revolutionen lå ikke i misfornøjelse med kejseren, men i, at hans svigersøn og tronarving, greven af Eu, var meget upopulær på grund af sine kirkelige sympatier.